# Kabinett Buffet

Louis-Joseph Buffet war zwischen 1875 und 1876 Premierminister Frankreichs

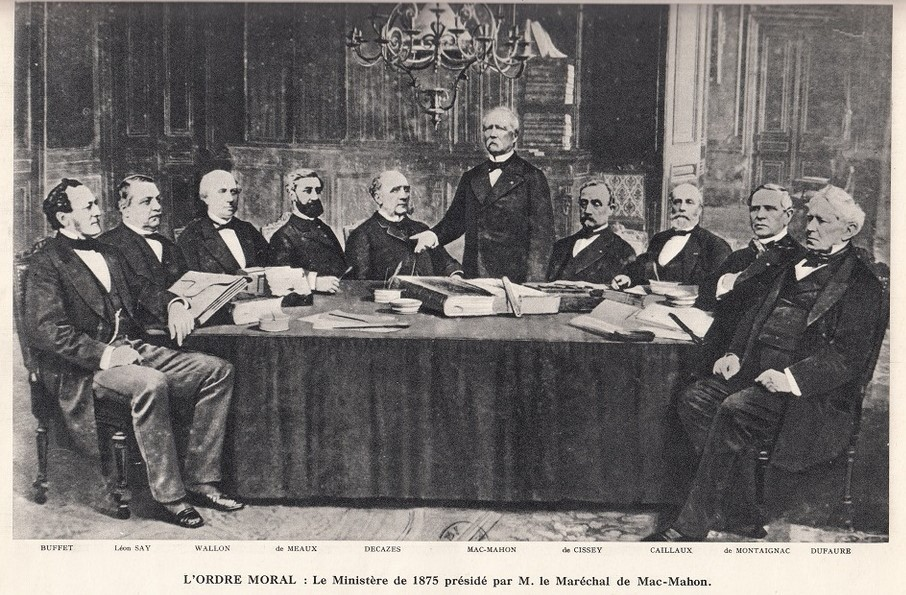
Kabinett Louis Buffet

Das Kabinett Buffet war eine Regierung der Dritten Französischen Republik. Es wurde am 10. März 1875 von Premierminister Louis-Joseph Buffet gebildet und löste das Kabinett Courtot de Cissey ab. Es blieb bis zum 23. Februar 1876 im Amt und wurde daraufhin vom Kabinett Dufaure III abgelöst. Buffet war formell Vice-Président du Conseil, während Staatspräsident Patrice de Mac-Mahon Président du Conseil war.
Im Kabinett waren folgende Gruppen vertreten: Von monarchistischer Seite die Orléanisten (Orl) und ein Vertreter der Legitimisten (Leg); auf republikanischer Seite Républicains modérés (RM) und Centre gauche (CG).

## Kabinett
Dem Kabinett gehörten folgende Minister an:
| Amt                                                              | Name                                     | Gruppe | Beginn der Amtszeit | Ende der Amtszeit |
| ---------------------------------------------------------------- | ---------------------------------------- | ------ | ------------------- | ----------------- |
| Premierminister                                                  | Louis-Joseph Buffet                      | Orl    | 10. März 1875       | 23. Februar 1876  |
| Außenminister                                                    | Louis Decazes                            | Orl    | 10. März 1875       | 23. Februar 1876  |
| Kriegsminister                                                   | Ernest Courtot de Cissey                 | Orl    | 10. März 1875       | 23. Februar 1876  |
| Minister für öffentlichen Unterricht, schöne Künste und Religion | Henri Wallon                             | RM     | 10. März 1875       | 23. Februar 1876  |
| Innenminister                                                    | Louis-Joseph Buffet                      | Orl    | 10. März 1875       | 23. Februar 1876  |
| Siegelbewahrer und Justizminister                                | Jules Dufaure                            | RM     | 10. März 1875       | 23. Februar 1876  |
| Minister für Marine und Kolonien                                 | Louis Raymond de Montaignac de Chauvance | Orl    | 10. März 1875       | 23. Februar 1876  |
| Finanzminister                                                   | Léon Say                                 | CG     | 10. März 1875       | 23. Februar 1876  |
| Minister für öffentliche Arbeiten                                | Eugène Caillaux                          | Orl    | 10. März 1875       | 23. Februar 1876  |
| Minister für Landwirtschaft und Handel                           | Camille de Meaux                         | Leg    | 10. März 1875       | 23. Februar 1876  |

Dem Kabinett gehörten folgende Sous-secrétaires d’État an:
| Amt               | Name              | Gruppe | Beginn der Amtszeit | Ende der Amtszeit |
| ----------------- | ----------------- | ------ | ------------------- | ----------------- |
| Innenministerium  | Albert Desjardins | Orl    | 10. März 1875       | 23. Februar 1876  |
| Finanzministerium | Louis Passy       | Orl    | 10. März 1875       | 23. Februar 1876  |
| Justizministerium | Agénor Bardoux    | CG     | 10. März 1875       | 11. November 1875 |

## Historische Einordnung
Während des Regierungszeit Buffet vollendete die Nationalversammlung ihr verfassungsgebendes Werk, indem sie im Juli das dritte und letzte Verfassungsgesetz über die Beziehungen zwischen den öffentlichen Gewalten sowie zwei Wahlgesetze für den Senat und die Abgeordnetenkammer verabschiedete.
Das Loi Henri Wallon, auch als Loi Laboulaye bezeichnet, von Juli 1875 beendete das staatliche Monopol im Hochschulwesen und führte zur Gründung von vier privaten Universitäten (Angers, Lille, Lyon und Paris).
Am 30. November 1875 erließ die Kammer ein Gesetz über die Durchführung von Wahlen, das ein Einpersonenwahlrecht vorsah.
Bei den Senatswahlen am 30. Januar 1876 siegte die Rechte knapp; sie errang 151 der 300 Sitze.
Am 20. Mai 1875 wurde in Paris von 17 Staaten der Vertrag über die Meterkonvention geschlossen.